# Шестаков Сергій Юрійович
Сергі́й Юрі́йович Шестако́в — полковник Служби безпеки України, учасник російсько-української війни.

## З життєпису
В 2010 році як консультант від СБУ входив до складу Міжурядової українсько-грузинської комісії з питань військово-технічного співробітництва.

## Нагороди
21 серпня 2014 року — за особисту мужність і героїзм, виявлені у захисті державного суверенітету та територіальної цілісності України, вірність військовій присязі під час російсько-української війни, відзначений — нагороджений орденом Богдана Хмельницького III ступеня.